# 台北捷運東湖支線
東湖支線 (Donghu branch line) は台北捷運民生汐止線の支線である。民生汐止線の下社后駅から分岐して中山高速公路沿いの内溝渓を北上し、主に東湖地区の住民の利用を想定している。高架新交通システムを採用し、総延長約2.23 km、4駅が設置される計画である。

## 歴史
- 2014年に東湖支線は第二期路線に変更された[1]。
- 2018年4月11日に台北捷運局は民生汐止線の第2回説明会を開催したが、東湖地区住民の間で東湖支線の是非について意見が分かれている[2]。同年8月に張澤雄捷運局長は、かつては東湖と内溝渓の住民は東湖支線にほぼ賛成していたが、今では東湖住民の反対を受けているとし、行政効率の観点から東湖支線は先に建設中断になる可能性があると述べた[3]。

## 駅一覧
| 駅番号 | 駅名       | 駅名         | 駅名                  | 接続路線・備考     | 所在地        | 所在地        |
| 駅番号 | 日本語     | 繁体字中国語 | 英語                  | 接続路線・備考     | 所在地        | 所在地        |
| ------ | ---------- | ------------ | --------------------- | ------------------ | ------------- | ------------- |
| SB11   | 下社后駅   | 下社后站     | XiaShehou Station     | 台北捷運民生汐止線 | 新北市        | 汐止区        |
| SB11A  | 五分駅     | 五分站       | Wufen Station         |                    | 新北市 台北市 | 汐止区 内湖区 |
| SB11B  | 火炭坑口駅 | 火炭坑口站   | Huotankengkou Station |                    | 新北市 台北市 | 汐止区 内湖区 |
| SB11C  | 内溝駅     | 內溝站       | Neigo Station         |                    | 台北市        | 内湖区        |